# Hôtel Valley Ho
L'hôtel Valley Ho (en anglais : Hotel Valley Ho) est un hôtel américain situé à Scottsdale, dans l'Arizona. Ouvert en 1956, cet établissement est membre des Historic Hotels of America depuis 2007.